# Бередниково (Лужский район)
Бередниково — деревня в  Лужском районе Ленинградской области. Административный центр Волошовского сельского поселения.

## История
Впервые упоминается в писцовых книгах Шелонской пятины 1571 года, как деревня Бередниково — 2 обжи и близ неё деревня Онтаново — 2 обжи (Антоново), в Бельском погосте Новгородского уезда.
По переписи 1710 года в деревне Бередниково за пятнадцатилетним помещиком Евстратом и его малолетними братьями Петром, Дмитрием и Никифором Пажинскими числился один крестьянский двор, где жили 10 человек мужского и 8 человек женского пола, а также Кириллу Максимовичу Пажинскому принадлежали два крестьянских двора, где жили 9 человек мужского и 10 человек женского пола.
На карте Санкт-Петербургской губернии Ф. Ф. Шуберта 1834 года, на месте современной деревни обозначен безымянный погост и близ него деревня Антонова.

БЕРЕДНИКОВО — деревня принадлежит: юнкеру из дворян Петру Мишагину, число жителей по ревизии: 16 м. п., 20 ж. п.

гвардии капитану Алексею Горданову, число жителей по ревизии: 5 м. п., 6 ж. п.

штабс-ротмистрше Людмиле Толбухиной, число жителей по ревизии: 10 м. п., 9 ж. п.

действительному статскому советнику Ивану Трофимову, число жителей по ревизии: 8 м. п., 8 ж. п. (1838 год)

Деревня Бередникова отмечена на карте профессора С. С. Куторги 1852 года.
В первой половине XIX века в деревне была построена деревянная часовня Святого Николая Чудотворца, прихода Димитровской церкви села Белая Горка.

БЕРЕДНИКОВО — деревня господ Мышагина, Гординова, Толбухиной и Трофимовой, по просёлочной дороге, число дворов — 8, число душ — 43 м. п. (1856 год)

Согласно X-ой ревизии 1857 года деревня состояла из четырёх частей:

1-я часть: число жителей — 16 м. п., 14 ж. п.
  
2-я часть: число жителей — 26 м. п., 28 ж. п.

3-я часть: число жителей — 8 м. п., 8 ж. п.
  
4-я часть: число жителей — 10 м. п., 13 ж. п.

БЕРЕДНИКОВО — деревня владельческая при ключе, число дворов — 15, число жителей: 63 м. п., 71 ж. п. (1862 год)

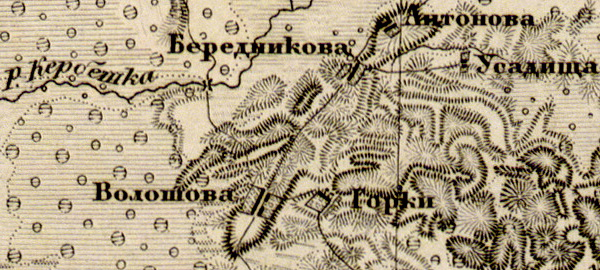
Деревня Бередниково на карте 1863 года

Согласно карте из «Исторического атласа Санкт-Петербургской Губернии» 1863 года на месте современной деревни находились деревни Бередникова и Антонова.
Согласно подворной описи Бередниковского общества Бельско-Сяберской волости 1882 года, деревня состояла из четырёх частей:
 
1) бывшее имение Трофимова, домов — 11, семей — 8, число жителей — 25 м. п., 19 ж. п.; разряд крестьян — собственники.
  
2) бывшее имение Жилина, домов — 5, семей — 4, число жителей — 11 м. п., 11 ж. п.; разряд крестьян — собственники.
 
3) бывшее имение Горданова, домов — 8, семей — 4, число жителей — 18 м. п., 19 ж. п.; разряд крестьян — собственники.
  
4) бывшее имение Скрыдловой, домов — 10, семей — 6, число жителей — 19 м. п., 20 ж. п.; разряд крестьян — собственники.
Согласно материалам по статистике народного хозяйства Лужского уезда 1891 года, одна из пустошей Усадище близ селения Бередниково площадью 2351 десятина принадлежала вдове инженера-технолога А. П. Ильиной, пустошь была приобретена частями в 1876 и 1877 годах за 4865 рублей; вторая пустошь Усадище близ селения Бередниково площадью 213 десятин принадлежала жене коллежского советника М. П. Хотинской, пустошь была приобретена в 1886 году.
В XIX — начале XX века деревня административно относилась к Бельско-Сяберской волости 4-го земского участка 2-го стана Лужского уезда Санкт-Петербургской губернии.
По данным «Памятной книжки Санкт-Петербургской губернии» за 1905 год деревня входила в Бередниковское сельское общество, состоящее из 11 деревень.
С 1917 по 1927 год деревня находилась в составе Бередниковского сельсовета Бельско-Сяберской волости Лужского уезда.
С августа 1927 года, в составе Волошовского сельсовета Лужского района.
В 1928 году население деревни составляло 205 человек.
По данным 1933 года деревня Бередниково  входила в состав Волошовского сельсовета Лужского района.
C 1 августа 1941 года по 31 января 1944 года деревня находилась в оккупации.
В 1958 году население деревни составляло 65 человек.
По данным 1966, 1973 и 1990 годов деревня Бередниково входила в состав Волошовского сельсовета.
В 1997 году в деревне Бередниково Волошовской волости проживали 14 человек, в 2002 году — 16 человек (русские — 81 %).
В 2007 году в деревне Бередниково Волошовского СП проживали 6 человек.

## География
Деревня расположена в западной части района близ автодороги 41К-145 (Ретюнь — Сара-Лог).
Расстояние до административного центра поселения — 0,5 км.
Расстояние до ближайшей железнодорожной станции Серебрянка — 43 км.
Деревня находится на левом берегу реки Керебежка (Загоренка).

## Демография
| 1710 | 1838 | 1862 | 1928 | 1958 | 1997 | 2007 |
| ---- | ---- | ---- | ---- | ---- | ---- | ---- |
| 37   | ↗82  | ↗134 | ↗205 | ↘65  | ↘14  | ↘6   |
| 2010 | 2017 |      |      |      |      |      |
| ↗23  | ↘18  |      |      |      |      |      |